# Medrissa
Medrissa là một đô thị thuộc tỉnh Tiaret, Algérie. Dân số thời điểm năm 2002 là 13.719 người.